# Грин, Памела
Паме́ла Грин (англ. Pamela Green; 28 марта 1929, Суррей — 7 мая 2010, Уайт, Юго-Восточная Англия) — английская гламурная модель и киноактриса.

## Биография
Филлис Памела Грин родилась 28 марта 1929 года в районе Кингстон-апон-Темс (боро Кингстон-апон-Темс, Лондон, Англия). Отец — местный архитектор, мать — голландка. Часто с семьёй переезжала из Англии в Нидерланды и обратно, поэтому среднее образование получила скомканное, а в 14 лет вообще бросила школу. Памела с детства решила стать художницей, училась рисовать семь лет, в том числе последние четыре — в Школе искусств Святого Мартина, которую успешно окончила.
Чтобы оплачивать своё обучение Памела приняла предложение стать фотомоделью, и постепенно это занятие увлекло её больше чем рисование. Она работала моделью для фотографов Золтана Гласса, Хорейса Ройи, Джина Стрэкера, Билла Брандта, Бертрама Парка, Джорджа Пикоу, Джона Эверарда, Ангуса Макбина, Харрисона Маркса, Дугласа Уэбба (последние двое поочерёдно стали её мужьями). Также подрабатывала танцовщицей. Вскоре, совместно с Харрисоном Марксом, за которого она к тому времени вышла замуж, начала продавать «из-под полы» в книжных магазинах и газетных киосках Сохо открытки с собственными эротическими фотографиями; а потом основала издательство Kamera Publications Ltd, где стала управляющим директором. Издательство выпускало несколько журналов, самым известным из которых стал Kamera — первый гламурный журнал Великобритании. Его тираж в лучшие дни доходил до 120 000 экземпляров в месяц. Позже она с мужем снимала короткометражные эротические фильмы с собой в главной роли, которые также пользовались успехом. Затем Грин учила молодых моделей правильному макияжу, одежде, стилю, поведению. В 1968 год выпуск Kamera был прекращён. Памела Грин также была известна под псевдонимами «Рита Ландре» и «Принцесса Сонмар Харрикс».
С 1960 года Грин начала сниматься в кинофильмах, но особого успеха на этом поприще не снискала: за 15 лет она снялась лишь в шести лентах (не считая телешоу и документальных картин, где она снялась в роли самой себя, а также эротических «домашних видео»), и то в одной короткометражной, а в другой без указания в титрах.
В 1986 году Грин с мужем переехали на остров Уайт, где у них была собственная фотостудия.
Памела Грин скончалась 7 мая 2010 года в своём доме на острове Уайт от лейкемии.

### Личная жизнь
В 1951 году Грин вышла замуж за мужчину по имени Гай Хильер. Брак продолжался считанные месяцы, после чего последовал развод.

Второй раз замуж Грин вышла в 1953 году, её избранником стал гламурный фотограф, кинорежиссёр нудистских, а позднее и порнографических, фильмов Харрисон Маркс. Развод последовал в 1961 году.

Третий раз замуж Грин вышла в 1967 году, за героя Второй мировой войны, а ныне фотографа Дугласа Уэбба. Этот брак длился до 8 декабря 1996 года, до самой смерти Уэбба.

Детей у Грин ни от одного брака не было. Последние 14 лет жизни она прожила вдовой.

## Фильмография
- 1960 — Подглядывающий / Peeping Tom — Милли[5]
- 1961 — Голые, как задумано природой[англ.] / Naked as Nature Intended — в роли самой себя (док.)
- 1961 — День, когда загорелась Земля / The Day the Earth Caught Fire — медсестра в прачечной самообслуживания (в титрах не указана)
- 1963 — Трубочисты / The Chimney Sweeps — служанка
- 1968 — Отто и голая волна[нем.] / Otto und die nackte Welle — модель
- 1975 — Легенда о вервольфе[англ.] / Legend of the Werewolf — Анна-Мари